# Communes de la province de Sienne
- Haut – A
- B
- C
- D
- E
- F
- G
- H
- I
- J
- K
- L
- M
- N
- O
- P
- Q
- R
- S
- T
- U
- V
- W
- X
- Y
- Z

## A
- Abbadia San Salvatore
- Asciano

## B
- Buonconvento

## C
- Casole d'Elsa
- Castellina in Chianti
- Castelnuovo Berardenga
- Castiglione d'Orcia
- Cetona
- Chianciano Terme
- Chiusdino
- Chiusi
- Colle di Val d'Elsa

## G
- Gaiole in Chianti

## M
- Montalcino
- Montepulciano
- Monteriggioni
- Monteroni d'Arbia
- Monticiano
- Murlo

## P
- Piancastagnaio
- Pienza
- Poggibonsi

## R
- Radda in Chianti
- Radicofani
- Radicondoli
- Rapolano Terme

## S
- San Casciano dei Bagni
- San Gimignano
- San Quirico d'Orcia
- Sarteano
- Sienne
- Sinalunga
- Sovicille

## T
- Torrita di Siena
- Trequanda